# François Stoecklé
François Stoecklé est un homme politique français né le 21 décembre 1799 à Ingersheim (Haut-Rhin) et décédé en 1871.
Curé de Rouffach, il est député du Haut-Rhin de 1848 à 1849, siégeant avec la gauche modérée.

## Sources
- « François Stoecklé », dans Adolphe Robert et Gaston Cougny, Dictionnaire des parlementaires français, Edgar Bourloton, 1889-1891 [détail de l’édition]